# Франсуаза Алансонська
Франсуаза Алансонська (фр. Françoise d'Alençon); 1490 — 14 вересня 1550) — французька принцеса з Алансонської гілки династії Валуа, герцогиня де Бомон з 1543 року, донька герцога Алансонського та графа Першу Рене та лотаринзької принцеси Маргарити, дружина герцога де Лонгвіля Франсуа II, згодом — герцога Вандомського Карла IV.

## Біографія
Народилася 1490 року в родині герцога Алансонського та графа Першу Рене та його другої дружини Маргарити Лотаринзької. Мала старшого брата Карла та меншу сестру Анну.
Батько помер, коли Франсуазі було біля 2 років. Матір більше не одружувалася. Будучи глибоко релігійною жінкою, вона розумно та справедливо вела регентство в країні до повноліття сина. Особливу увагу Маргарита приділяла праведній освіті дітей та влаштуванню їх шлюбів.
У 15 років Франсуаза була видана в шлюб з 27-річним герцогом де Лонгвілем Франсуа II, що був великим камергером Франції та губернатором Гієні. Весілля відбулося 6 квітня 1505 в Блуа. У шлюбі народила двох дітей. 

У лютому 1513 року чоловік помер у Шатодені. Невдовзі Франсуаза вступила в шлюб з графом Карлом IV де Бурбон-Вандом. Весілля відбулося 18 травня 1513 року в Шатодені. Батько заповів Франсуазі як посаг віконтство Бомон-о-Мен. Наступного року титул чоловіка було підвищено до герцогського. В другому шлюбі народила 13 дітей.

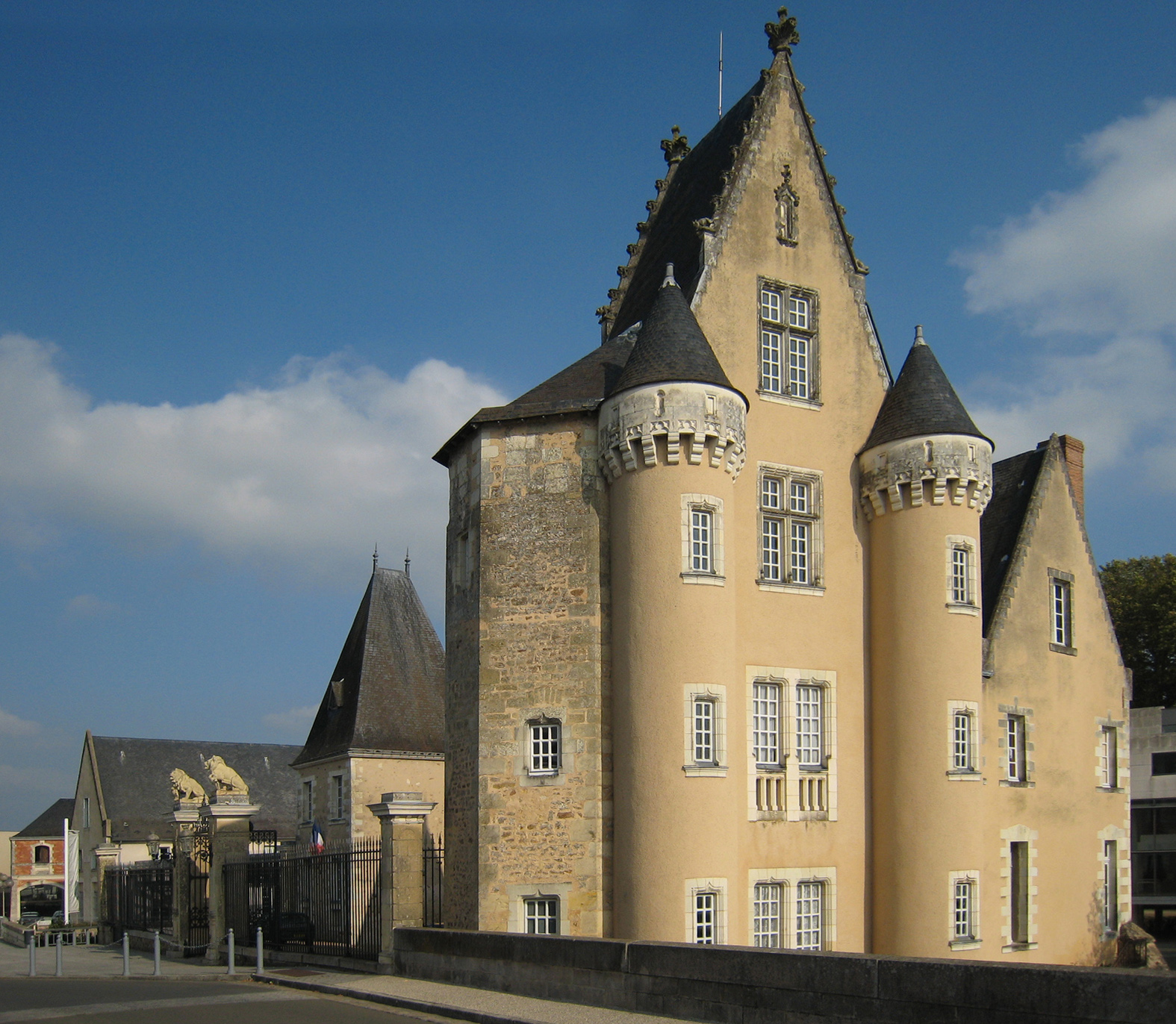
Старий замок Ла-Флешу

У 1525 році, не залишивши нащадків, помер її старший брат Карл Алансонський. Франсуаза стала законною спадкоємицею його значних земельних володінь. Однак король Франциск I звинуватив Карла у поразці битви при Павії через те, що той, командуючи ар'єгардом армії, у вирішальний момент не прийшов на допомогу головним силам, і передав його землі його удові, Маргариті Ангулемській. Та, в свою чергу, в майбутньому передала їх доньці від другого шлюбу, Жанні д'Альбре.
Карл IV де Бурбон-Вандом раптово помер від гарячки навесні 1537 року. Герцогиня після цього вирішила оселитися в сеньйорії Ла-Флеш. Середньовічний місцевий замок занепав та був спустошений англійцями ще за часів Сторічної війни. Її батько вже робив спроби модернізувати будівлю, але, не зважаючи на поліпшення, фортеця все ще не відповідала необхідним вимогам розкоші та комфорту епохи Відродження. Тож Франсуаза звеліла збудувати нове житло, яким став Новий замок, розташований за міськими стінами на північ від старої будівлі. Його було зведено у 1539—1541 роках за проектом Жана Деласпіна.
У 1543 році численні баронства, що перебували у віданні Франсуази, в тому числі і Бомон-о-Мен, були модернізовані та отримали статус герцогства-перства під назвою Герцогство Бомон.
1548-го її син Антуан побрався із принцесою Наваррською Жанною д'Альбре. Франсуаза пішла з життя роки потому, 14 вересня 1550, у замку Ла-Флеш.

## Родина

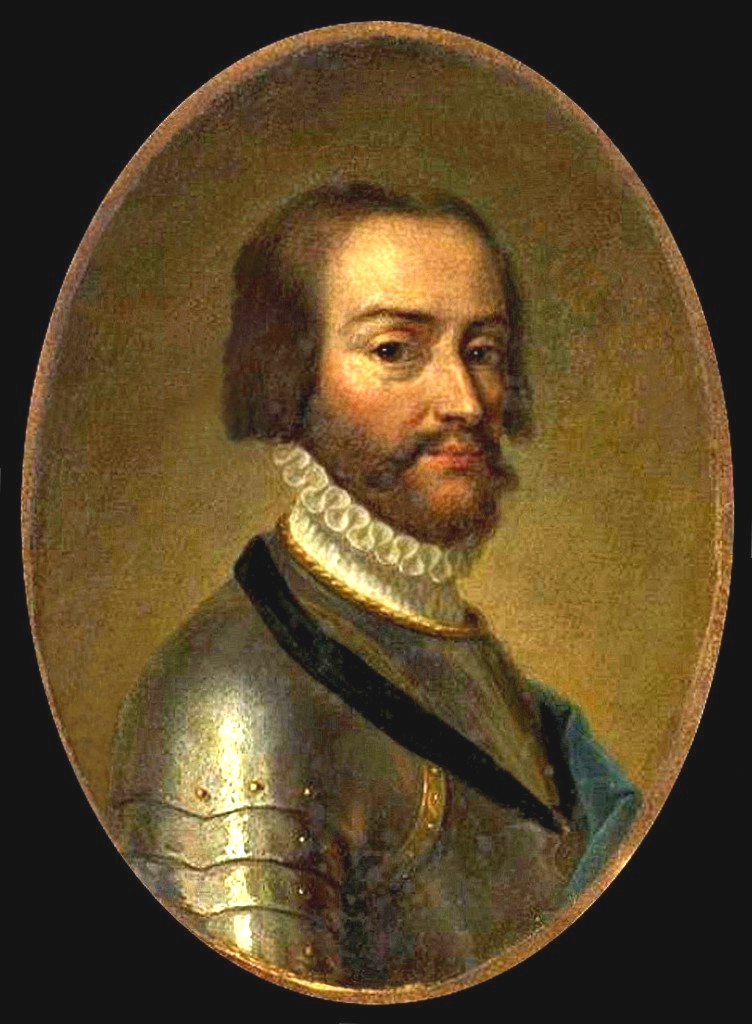
Карл IV де Бурбон-Вандом

Чоловік — Франсуа II, герцог де Лонгвіль
Дітиː
- Рене (1508—1515) — графиня Дюнуа, Танкарвіль та Монтгомері, дама де Монтрей-Белле, де Шато-Рено, прожила близько семи років;
- Жак (1511—1512) — прожив близько року.

Чоловік — Карл IV, герцог Вандомський
Дітиː
- Луї (1514—1516) — прожив півтора року;
- Марія (1515—1538) — можлива наречена короля Шотландії Якова V, померла неодруженою, дітей не мала;
- Маргарита (1516—1559 або 1589) — дружина герцога Неверського та графа Ретелю Франсуа I, мала п'ятеро дітей;
- Антуан (1518—1562) — наступний герцог Вандомський у 1537—1562 роках, герцог Бурбон, принц-консорт Наварри, був одруженим з Жанною д'Альбре, мав п'ятеро дітей у шлюбі та позашлюбного сина;
- Франсуа (1519—1546) — граф Енгієнський, вояк французької армії, одруженим не був, дітей не мав;
- Мадлен (1521—1561) — настоятелька абатства Сан-Круа-де-Пуатьє;
- Луї (1522—1525) — прожив 3 роки;
- Шарль (1523—1590) — архієпископ Руанський у 1550—1590 роках;
- Катерина (1525—1594) — настоятелька Суассонського абатства;
- Рене (1527—1583) — настоятелька абатства Нотр-Дам-де-Шелль в Шеллі;
- Жан (1528—1557) — граф Суассону та Енгієну, був одруженим з Марією де Бурбон, герцогинею д'Естутевіль, загинув у битві за Сен-Кантен за два місяці після весілля, мав позашлюбного сина;
- Луї (1530—1569) — принц де Конде, був двічі одруженим, мав численних нащадків як у шлюбі, так і поза ним;
- Елеонора (1532—1611) — настоятелька абатства Фонтевро.

## Цікаві факти
- Закладений Франсуазою Алансонською Новий замок у Ла-Флеші згодом став коледжем Генріха Великого. Наразі використовується як Національне військове училище.